# إدوارد إي. ويلي
إدوارد إي. ويلي هو صيدلي وسياسي أمريكي، ولد في 17 أبريل 1910 في ميدلتاون في الولايات المتحدة، وتوفي في 17 يوليو 1986 في ريتشموند في الولايات المتحدة. انتخب عضو مجلس ولاية فرجينيا ‏.